# Presidente Eleito da República Portuguesa
Presidente Eleito da República Portuguesa é o título usado para se referir, em Portugal, ao candidato vencedor das eleições presidenciais, no período compreendido entre a divulgação dos resultados eleitorais e a sua tomada de posse, a partir da qual se torna constitucionalmente Presidente da República Portuguesa e tem início o seu mandato. Se o presidente incumbente ganhar uma re-eleição, não é referido como "Presidente eleito", por este já se encontrar em funções e não existir um Presidente cessante.
O Presidente eleito não constitui um órgão de soberania, embora tenha à sua disposição apoio logístico e administrativo por parte da Secretaria-Geral da Presidência da República, e a colaboração institucional do Presidente em funções, tendo em vista a preparação do exercício do seu mandato. Dispõe, ainda, de acompanhamento do corpo de segurança pessoal da Polícia de Segurança Pública e de viatura oficial.
Nos tempos mais recentes, em 1996, o Presidente eleito Jorge Sampaio ocupou o Forte de Catalazete em Oeiras, e em 2006, o Presidente eleito Aníbal Cavaco Silva dispôs de uma estrutura de apoio dividida por vários gabinetes, ocupando a Ala D. Maria I no Palácio de Queluz. Marcelo Rebelo de Sousa, eleito em 2016, ocupou um gabinete de trabalho no Palácio de Queluz.

## Lista de Presidentes eleitos
Uma listagem dos Presidentes da República eleitos não coincide inteiramente com a Lista de Presidentes da República Portuguesa. Da primeira excluem-se os Presidentes José Mendes Cabeçadas e Manuel Gomes da Costa, Presidentes durante a Ditadura Militar e designados pela Junta de Salvação Pública, e os Presidentes António de Spínola e Francisco Costa Gomes, Presidentes durante o PREC e designados pela Junta de Salvação Nacional. Permanece, ainda, a incerteza sobre quem terá sido o verdadeiro vencedor das eleições de 1958, nas quais é sabido ter-se cometido fraude eleitoral.

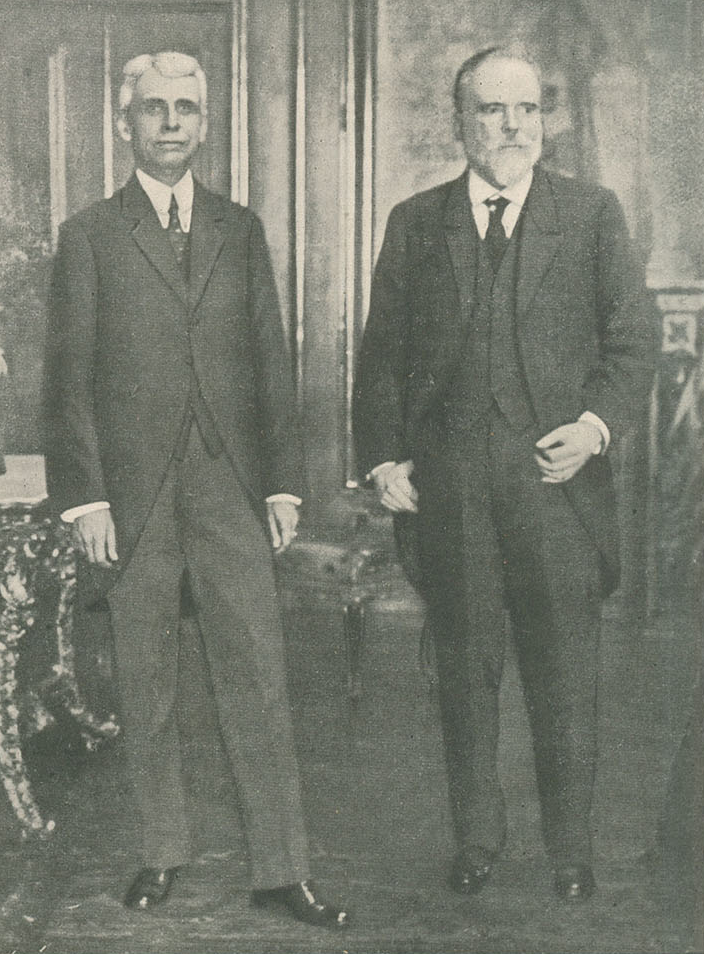
O Presidente João do Canto e Castro e o Presidente Eleito António José de Almeida, em 1919.

| Ordem | Nome                                 | Período em funções      | Período em funções     |
| ----- | ------------------------------------ | ----------------------- | ---------------------- |
| 1     | Manuel de Arriaga                    | 24 de Agosto de 1911    | 24 de Agosto de 1911   |
| 2     | Teófilo Braga                        | 29 de Maio de 1915      | 29 de Maio de 1915     |
| 3     | Bernardino Machado                   | 6 de Agosto de 1915     | 5 de Outubro de 1915   |
| 4     | Sidónio Pais                         | 28 de Abril de 1918     | 9 de Maio de 1918      |
| 5     | João do Canto e Castro               | 16 de Dezembro de 1918  | 16 de Dezembro de 1918 |
| 6     | António José de Almeida              | 6 de Agosto de 1919     | 5 de Outubro de 1919   |
| 7     | Manuel Teixeira Gomes                | 6 de Agosto de 1923     | 5 de Outubro de 1923   |
| 8     | Bernardino Machado                   | 11 de Dezembro de 1925  | 11 de Dezembro de 1925 |
| 9     | Óscar Carmona                        | 25 de Março de 1928     | 15 de Abril de 1928    |
| 10    | Francisco Craveiro Lopes             | 21 de Julho de 1951     | 9 de Agosto de 1951    |
| 11    | Américo Thomaz (ou Humberto Delgado) | 8 de Junho de 1958      | 9 de Agosto de 1958    |
| 12    | António Ramalho Eanes                | 27 de Junho de 1976     | 14 de Julho de 1976    |
| 13    | Mário Soares                         | 16 de Fevereiro de 1986 | 9 de Março de 1986     |
| 14    | Jorge Sampaio                        | 14 de Janeiro de 1996   | 9 de Março de 1996     |
| 15    | Aníbal Cavaco Silva                  | 22 de Janeiro de 2006   | 9 de Março de 2006     |
| 16    | Marcelo Rebelo de Sousa              | 24 de Janeiro de 2016   | 9 de Março de 2016     |